# Gerhard Roth (Autor)

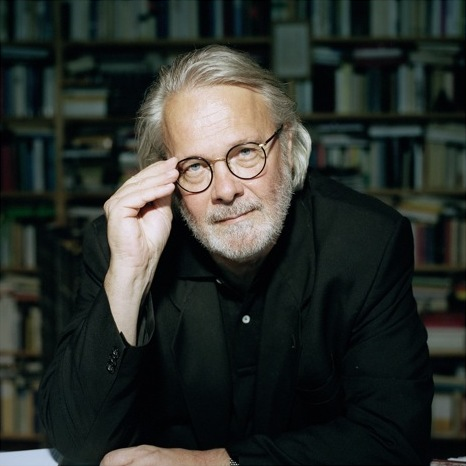
Gerhard Roth, 2012

Gerhard Roth (* 24. Juni 1942 in Graz; † 8. Februar 2022 ebenda) war ein österreichischer Schriftsteller.

## Leben
Gerhard Roth wurde am 24. Juni 1942 als zweites Kind des Arztes Emil Roth (1912–1995) und der Krankenschwesternschülerin Erna Druschnitz (1917–1998) in Graz geboren. Das Wohnhaus der Roths wurde 1945 bombardiert, wobei es sechzehn Todesopfer gab. Die Mutter war zuvor mit den drei Söhnen Paul (1941–2001), Gerhard und Helmut (* 1944) nach Deutschland geflohen, wo ihr Mann in Würzburg in einem Lazarett arbeitete. Nach dem Ende des Zweiten Weltkriegs kehrte die Familie nach Graz zurück. Gerhard Roth besuchte ab 1952 das Kepler-Realgymnasium und ab 1955 das Lichtenfels-Gymnasium, an dem er 1961 die Matura ablegte. Von Kindheit an war er mit dem Maler Peter Pongratz befreundet. 1962 trat er im Forum Stadtpark in zwei Stücken von Wolfgang Bauer, den er aus der Schulzeit kannte, als Schauspieler auf.
Gerhard Roth begann an der Grazer Karl-Franzens-Universität ein Studium der Medizin. 1963 heiratete er Erika Wolfgruber (* 1939), mit der er drei Kinder hatte. 1967 brach er sein Studium ab und begann eine Tätigkeit als Organisationsleiter im Rechenzentrum Graz, nachdem er dort zunächst Operator und ab 1970 schließlich Organisator gewesen war. 1971 veröffentlichte er zusammen mit Bernhard Lernpeiss eine Einführung in die elektronische Datenverarbeitung. 1972 wurde er Mitglied im Forum Stadtpark, während im gleichen Jahr seine erste literarische Buchveröffentlichung erschien. Aus dieser Zeit datieren seine Bekanntschaften mit Gerhard Rühm, H.C. Artmann und Peter Handke, mit dem er sich befreundete. 1972 reiste er gemeinsam mit Wolfgang Bauer und ein Jahr später zusammen mit Alfred Kolleritsch in die USA. 1975 folgte die dritte und 1978 die vierte Nordamerikareise, aus Anlass der Verfilmung seines Romans Der große Horizont (1974) und des Autorenporträts Ich war süchtig nach Bildern (1979). 1976 trennte er sich von seiner Frau und zog mit seiner späteren Frau Senta Thonhauser (die er 1995 heiratete) als freier Schriftsteller nach Obergreith in die Südsteiermark. Hier engagierte er sich für den Bau des Greith-Hauses. Von 1973 bis 1978 war er Mitglied der Grazer Autorenversammlung. 1977 schied er aus dem Rechenzentrum Graz aus und wechselte vom Suhrkamp Verlag zum S. Fischer Verlag, der seitdem sein Werk betreut.
1979 ging er im Rahmen des Förderprogramms „Auswärtige Künstler zu Gast in Hamburg“ dorthin. 1980 wurden erstmals (seine) Fotografien zum Roman Der Stille Ozean im Kulturhaus Graz ausgestellt. Seit 1982 war Gerhard Roth mit Günter Brus befreundet, der später einige seiner Bücher illustrierte. Seit 1986 lebte er abwechselnd in Wien und in Kopreinigg in der Südsteiermark als Sommerwohnsitz.
Gerhard Roth meldete sich als Erzähler, Dramatiker und Essayist immer wieder kritisch zur österreichischen Vergangenheit und politischen Gegenwart zu Wort. Ab 1978 arbeitete er an dem siebenbändigen Zyklus Die Archive des Schweigens, der in der Südsteiermark und in Wien angesiedelt ist, und den er 1991 abschloss. Mit dem Fotografen Franz Killmeyer entstanden Bild-Text-Kompositionen. Ab 1993 arbeitete er an dem Zyklus Orkus, der 2011 abgeschlossen wurde. Insbesondere dieses Werk Roths ist der „nicht nachlassenden Sorgfalt des Wahrnehmens und Formulierens“ wegen als eine „Prosa der Aufmerksamkeit“ (Andreas Dorschel) gerühmt worden.
2001 kaufte das Land Steiermark den literarischen und fotografischen Vorlass von Gerhard Roth an, der sich im Franz-Nabl-Institut für Literaturforschung befindet.
Gerhard Roth war der Vater des Regisseurs Thomas Roth.
Gerhard Roth war jahrzehntelanger Anhänger des österreichischen Fußballbundesligisten SK Sturm Graz und besuchte bis zuletzt regelmäßig Spiele seines Heimatvereins. Bei der Generalversammlung des SK Sturm Graz am 18. Jänner 2016 wurde er zusammen mit Comedian und Kabarettist Gernot Kulis und dem Musiker Manfred „Cook“ Koch, Mitglied der Band Egon7, zum Ehrenbotschafter des Vereins ernannt.
Gerhard Roth starb am Abend des 8. Februar 2022 an den Folgen einer schweren Krankheit in Graz. Seine Urne wurde in St. Ulrich im Greith unter einem Nussbaum beigesetzt. Beim nächsten Heimspiel des SK Sturm nach Roths Ableben, am 20. Februar 2022 gegen den SK Rapid Wien, wurde Roth bei einer Trauerminute mit einem Spruchband der Nordkurve bedacht.

## Wirken

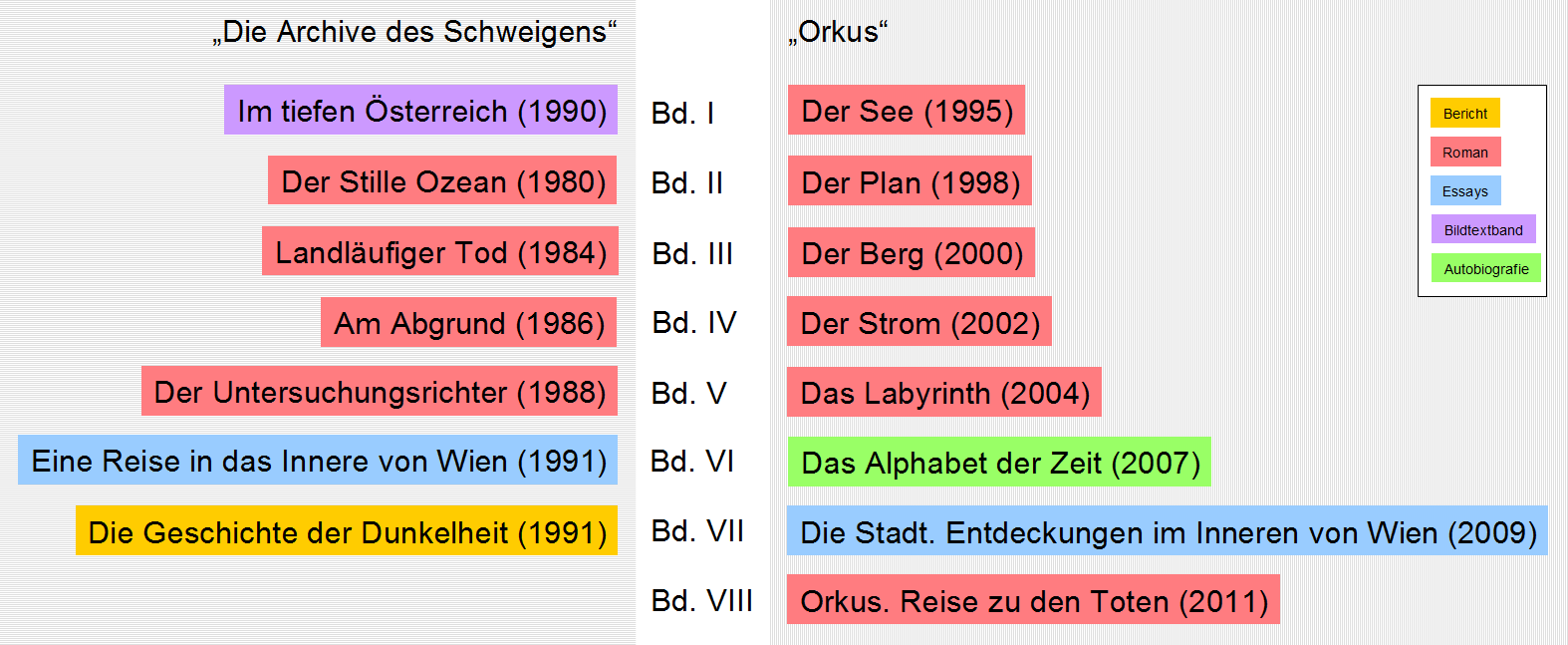
Gerhard Roths Romanzyklen im Überblick

Gerhard Roth bezeichnete sich selbst als „ein[en] vom Schreiben im besten Sinne Besessene[n]“. Im Mittelpunkt vieler seiner Romane steht der sich vergeblich abmühende Held, dem die Welt als ein quälender und nicht haltbarer Zustand erscheint. Häufig kleidet der Autor seine Werke gattungstypisch in die Form eines Kriminalromans, wobei es ihm aber um das „Aufdecken“ von Verborgenem in einem übertragenen Sinn geht.
Im Mittelpunkt der beiden Romanzyklen Die Archive des Schweigens (1980–1991) und Orkus (1995–2011) steht die erzählte und dokumentierte Aufarbeitung der Vergangenheit in allgemeiner Sicht und der österreichischen Zeitgeschichte in besonderer Perspektive.

## Gerhard Roth als Drehbuchautor
1979 schrieb Gerhard Roth Drehbücher für den dreiteiligen Dokumentarfilm „Menschen in Österreich“, den er mit Ingrid Melzer umsetzte. Für Regisseur und Kameramann Xaver Schwarzenberger adaptierte Roth gemeinsam mit Walter Kappacher 1982 mit Der stille Ozean erstmals einen seiner Romane. Die Verfilmung des zweiten Bands der Archive des Schweigens wurde 1983 bei den Berliner Filmfestspielen mit dem Silbernen Bären ausgezeichnet. 1990 wurde der Zweiteiler Landläufiger Tod verfilmt, Regie führte Michael Schottenberg. 1992 schrieb Roth „Das Geheimnis“, das Drehbuch wurde abermals von Michael Schottenberg inszeniert. 1994 folgte der preisgekrönte Fernsehfilm Geschäfte, eine weitere Zusammenarbeit von Roth und Schottenberg. Der Regisseur Jan Schütte erarbeitete 1995 im Auftrag des ORF Eine Reise in das Innere von Wien, dafür erhielt die Fernsehfassung die Romy für die beste Kamera. Gerhard Roths Sohn Thomas Roth führte 1995 bei Schnellschuss Regie und 1997 bei der Fortsetzung dieser Roth-Verfilmung unter dem Titel Im Kreuzfeuer. Ebenfalls 1997 kam mit der Kinoversion des Romans Der See eine weitere Roth/Roth-Zusammenarbeit in die österreichischen Kinos. Im Jahr 2001 wurde der Roman Ein Hund kam in die Küche nach einem Drehbuch von Gerhard Roth verfilmt, bei dem Xaver Schwarzenberger Regie führte.

## Auszeichnungen
- 1972: Literaturstipendium der Steirischen Landesregierung
- 1973: Österreichisches Nachwuchsstipendium für Literatur
- 1976: Literaturpreis des Landes Steiermark
- 1978: Erster Preis der SWF-Bestenliste für Winterreise
- 1979: Dritter Preis bei Dokumentarfilme in Bremen für „Menschen in Österreich“
- 1979: Stipendium des Förderprogramms „Auswärtige Künstler zu Gast in Hamburg“
- 1983: Silberner Bär der Filmfestspiele Berlin für Der Stille Ozean
- 1983: Alfred-Döblin-Preis für Landläufiger Tod
- 1989: Österreichischer Würdigungspreis für Literatur
- 1991: Bestes Fernsehspiel Europas für "Landläufiger Tod" Teil 1 und 2
- 1991: manuskripte-Preis
- 1992: Literaturpreis der Stadt Wien
- 1992: Marie Luise Kaschnitz-Preis
- 1994: Peter-Rosegger-Preis
- 1994: Ehrenpreis des österreichischen Buchhandels für Toleranz in Denken und Handeln
- 1995: Romy Fernsehpreis für das beste Drehbuch für Schnellschuss
- 2002: Bruno-Kreisky-Preis für das politische Buch (Sonderpreis für sein publizistisches Gesamtwerk)
- 2002: Großes Goldenes Ehrenzeichen des Landes Steiermark
- 2003: Goldenes Ehrenzeichen für Verdienste um das Land Wien
- 2004: Prof. Claus Gatterer-Preis (Ehrende Anerkennung)
- 2004: Willy und Helga Verkauf-Verlon Preis
- 2007: Marietta und Friedrich Torberg-Medaille
- 2012: Jakob-Wassermann-Literaturpreis
- 2015: Jeanette Schocken Preis
- 2015: Jean-Paul-Preis
- 2016: Ehrenbotschafter des SK Sturm Graz
- 2016: Großer Österreichischer Staatspreis[8]
- 2016: Hoffmann-von-Fallersleben-Preis

## Werke
- Späte Romane (2014 bis 2024)
  - Grundriss eines Rätsels. Roman. S. Fischer, Frankfurt am Main 2014, ISBN 978-3-10-066068-8.
  - Die Irrfahrt des Michael Aldrian. Roman. S. Fischer, Frankfurt am Main 2017, ISBN 978-3-10-066069-5.
  - Die Hölle ist leer – die Teufel sind alle hier. Roman. S. Fischer, Frankfurt am Main 2019, ISBN 978-3-10-397213-9
  -  Es gibt keinen böseren Engel als die Liebe. Roman. S. Fischer, Frankfurt am Main 2021, ISBN 978-3-10-397214-6.
  -  Die Imker. Roman. S. Fischer, Frankfurt am Main 2022, ISBN 978-3-10-397467-6.
  - Jenseitsreise. Roman. S. Fischer, Frankfurt am Main 2024, ISBN 978-3-10-397112-5. (posthume Veröffentlichung)

- Orkus. Romanzyklus (1995 bis 2011)
  - Band I: Der See. Roman. S. Fischer, Frankfurt am Main 1995, ISBN 3-10-066609-7.
  - Band II: Der Plan. Roman. S. Fischer, Frankfurt am Main 1998, ISBN 3-10-066610-0.
    - Der Roman enthält die Beschreibung eines Erdbebens, die Roth passagenweise einer Veröffentlichung von Wolfgang Herbert[9] entnommen hat, ohne auf diese zu verweisen.[10]

  - Band III: Der Berg. Roman. S. Fischer, Frankfurt am Main 2000, ISBN 3-10-066612-7.
  - Band IV: Der Strom. Roman. S. Fischer, Frankfurt am Main 2002, ISBN 3-10-066056-0.
  - Band V: Das Labyrinth. Roman. S. Fischer, Frankfurt am Main 2004, ISBN 3-10-066059-5.
  - Band VI: Das Alphabet der Zeit. (Autobiographie) S. Fischer, Frankfurt am Main 2007, ISBN 978-3-10-066060-2. November 2007: ORF-Bestenliste
  - Band VII.1: Die Stadt. Entdeckungen im Inneren von Wien. S. Fischer, Frankfurt am Main 2009, ISBN 978-3-10-066082-4. September 2009: ORF-Bestenliste
  - Band VII.2: Orkus. Reise zu den Toten. S. Fischer, Frankfurt am Main 2011, ISBN 978-3-10-066083-1. Mai 2011: ORF-Bestenliste

- Fotobücher (1981 bis 2020)
  - Grenzland. Ein dokumentarisches Protokoll (deutsch/englisch). Hannibal, Wien 1981.
  - Die Photo-Notizbücher. Hrsg. von Robert Weichinger. Springer-Verlag, Wien/New York 1995, ISBN 3-211-82700-5.
  - Atlas der Stille. Fotografien aus der Südsteiermark von 1976-2006. Hrsg. von Daniela Bartens u. Martin Behr. Brandstätter, Wien 2007, ISBN 978-3-85033-026-8.
  - Im unsichtbaren Wien. Fotografien aus Wien von 1986–2009. Mit 826 Abbildungen. Hrsg. von Daniela Bartens u. Martin Behr. Brandstätter, Wien/München 2010, ISBN 978-3-85033-307-8.
  - Über Land und Meer. Fotografien aus drei Kontinenten von 1995–2011. Mit 1075 Abbildungen. Hrsg. von Daniela Bartens u. Martin Behr. Brandstätter, Wien/München 2011, ISBN 978-3-85033-311-5.
  - Im Irrgarten der Bilder. Die Gugginger Künstler. Hrsg. von Daniela Bartens u. Martin Behr. Residenz, St. Pölten/Salzburg/Wien 2012, ISBN 978-3-7017-3272-2.
  - Spuren. Aus den Fotografien von 2007 bis 2017. Hrsg. von Daniela Bartens u. Martin Behr. Residenz, Salzburg/Wien 2017, ISBN 978-3-7017-3424-5.
  - Venedig. Ein Spiegelbild der Menschheit. Hrsg. von Daniela Bartens u. Martin Behr. Brandstätter, Wien 2020, ISBN 978-3-71060-450-8.

- Die Archive des Schweigens. Romanzyklus (1986 bis 1991)
  - Band I: Im tiefen Österreich. Bildtextband. S. Fischer, Frankfurt am Main 1990, ISBN 3-10-066044-7.
  - Band II: Der Stille Ozean. Roman. S. Fischer, Frankfurt am Main 1980, ISBN 3-10-066604-6.
  - Band III: Landläufiger Tod. Roman. Umschlagzeichnung und Illustration von Günter Brus. S. Fischer, Frankfurt am Main 1984, ISBN 3-10-066605-4.
  - Band IV: Am Abgrund. Roman. Umschlagzeichnung und Illustration von Günter Brus. S. Fischer, Frankfurt am Main 1986, ISBN 3-10-066607-0.
  - Band V: Der Untersuchungsrichter. Die Geschichte eines Entwurfs. Roman. S. Fischer, Frankfurt am Main 1988, ISBN 3-10-066608-9.
  - Band VI: Die Geschichte der Dunkelheit. Ein Bericht. S. Fischer, Frankfurt am Main 1991, ISBN 3-10-066046-3.
  - Band VII: Eine Reise in das Innere von Wien. Essays. S. Fischer, Frankfurt am Main 1991, ISBN 3-10-066045-5.

- Frühe Romane (1972 bis 1978)
  - die autobiographie des albert einstein. Roman. Suhrkamp, Frankfurt am Main 1972, ISBN 3-518-04085-5.
  - Der Ausbruch des Ersten Weltkriegs. Und andere Romane. Suhrkamp, Frankfurt am Main 1972, ISBN 3-518-04086-3.
  - Der Wille zur Krankheit. Roman. Suhrkamp, Frankfurt am Main 1973, ISBN 3-518-04087-1.
  - Der große Horizont. Roman. Suhrkamp, Frankfurt am Main 1974, ISBN 3-518-04088-X.
  - Ein neuer Morgen. Roman. Suhrkamp, Frankfurt am Main 1976, ISBN 3-518-04089-8.
  - Winterreise. Fischer, Frankfurt am Main 1978, ISBN 3-10-066601-1.

- Erzählungen, Essays und Ergänzungen (1974 bis 1990)
  - Herr Mantel und Herr Hemd. Mit Bildern von Ida Szigethy (Bilderbuch). Insel, Frankfurt am Main 1974.
  - Menschen, Bilder, Marionetten. Prosa, Kurzromane, Stücke. S. Fischer, Frankfurt am Main 1979, ISBN 3-10-066602-X.
  - Circus Saluti. S. Fischer, Frankfurt am Main 1981, ISBN 3-596-22321-0 (Collection S. Fischer Band 21)
  - Gemeinsam mit Peter Turrini: Bruno Kreisky. Mit Fotografien von Konrad B. Müller. Nicolai, Berlin 1981.
  - Die schönen Bilder beim Trabrennen. Sammelband. S. Fischer, Frankfurt am Main 1982, ISBN 3-596-25400-0.
  - Das Töten des Bussards. Droschl, Graz 1982, ISBN 3-85420-034-X.
  - Dorfchronik zum "Landläufigen Tod". S. Fischer, Frankfurt am Main 1984, ISBN 3-596-22340-7 (Collection S. Fischer Band 40)
  - Das doppelköpfige Österreich. Essays, Polemiken und Interviews. S. Fischer, Frankfurt am Main 1995, ISBN 3-596-12914-1.
  - Gsellmanns Weltmaschine. Mit Fotografien von Franz Killmeyer. Böhlau, Wien / Köln / Weimar 2002, ISBN 3-205-98507-9. (Zuerst Jugend und Volk, Wien 1986)
  - Über Bienen. (Deutsch/Japanisch). Mit Fotografien von Franz Killmeyer. Jugend und Volk, Wien 1996, ISBN 3-224-17617-2 (Zuerst: Jugend und Volk, Wien 1989)
  - Bild-Sprache. Österreichische Malerei nach 1945. Jugend und Volk, Wien 1992, ISBN 3-224-16702-5. (Zuerst: Jugend und Volk, Wien 1990)

- Theaterstücke (1973 bis 1993)
  - Lichtenberg. (1973). In: Gerhard Roth: Menschen, Bilder, Marionetten. Frankfurt am Main: Fischer 1979, ISBN 3-10-066602-X.
  - Sehnsucht. (1977). Schauspielhaus Graz (im Rahmen des Festivals Steirischer Herbst) 1977, Regie: Wolfgang Bauer. In: Gerhard Roth: Menschen, Bilder, Marionetten. Frankfurt am Main: Fischer 1979, ISBN 3-10-066602-X.
  - Dämmerung. (1978). In: Gerhard Roth: Menschen, Bilder, Marionetten. Frankfurt am Main: Fischer 1979, ISBN 3-10-066602-X.
  - Erinnerungen an die Menschheit. Bühnenbild und Kostümentwürfe von Günter Brus. Droschl, Graz 1985, ISBN 3-85420-075-7.
  - Franz Lindner und er selber. (1987). Berliner Festspiele. Stückemarkt. Berlin 1987.
  - Fremd in Wien. (1993). Schauspielhaus Graz (im Rahmen des Festivals steirischer herbst) 1993.

- Filme und Verfilmungen (1979 bis 2001)
  - Menschen in Österreich. 3 Dokumentarfilme, Regie Ingrid Melzer 1979.
  - Der Stille Ozean. Regie: Xaver Schwarzenberger, 1982.
  - Landläufiger Tod. Teil 1: Mikrokosmos. Teil 2: Am Abgrund. Regie: Michael Schottenberg.
  - Das Geheimnis. Regie: Michael Schottenberg, 1992.
  - Geschäfte. Regie: Michael Schottenberg, 1994.
  - Eine Reise in das Innere von Wien. Regie: Jan Schütte, 1995.
  - Schnellschuss. Regie: Thomas Roth, 1995.
  - Kreuzfeuer. Regie: Thomas Roth, 1996.
  - Der See. Regie: Thomas Roth, 1997.
  - Ein Hund kam in die Küche. Regie: Xaver Schwarzenberger, 2001.

- Sonstiges (2012)
  - Portraits. S. Fischer, Frankfurt am Main 2012, ISBN 978-3-10-066065-7. August 2012: ORF-Bestenliste